# Nika Križnar
Nika Križnar (Škofja Loka, 9 maart 2000) is een Sloveense schansspringster. Ze vertegenwoordigde haar vaderland op de Olympische Winterspelen 2018 in Pyeongchang.

## Carrière
Bij haar wereldbekerdebuut, in februari 2016 in Ljubno, scoorde Križnar direct wereldbekerpunten. Op de wereldkampioenschappen schansspringen 2017 in Lahti eindigde ze als dertiende op de normale schans, in de gemengde landenwedstrijd eindigde ze samen met Anže Lanišek, Ema Klinec en Peter Prevc op de vierde plaats. In december 2017 behaalde de Sloveense in Lillehammer haar eerste toptienklassering in een wereldbekerwedstrijd. Tijdens de Olympische Winterspelen van 2018 in Pyeongchang eindigde Križnar als zevende op de normale schans. In maart 2018 stond ze in Râșnov voor de eerste maal in haar carrière op het podium van een wereldbekerwedstrijd.
In Seefeld nam de Sloveense deel aan de wereldkampioenschappen schansspringen 2019. Op dit toernooi eindigde ze als zevende op de normale schans. Samen met Špela Rogelj, Jerneja Brecl en Urša Bogataj eindigde ze als vierde in de landenwedstrijd, in de gemengde landenwedstrijd eindigde ze samen met Urša Bogataj, Žiga Jelar en Peter Prevc op de vierde plaats. Op 5 februari 2021 boekte Križnar in Hinzenbach haar eerste wereldbekerzege.

## Resultaten

### Olympische Spelen
| Jaar | Plaats      | Resultaten |
| ---- | ----------- | ---------- |
| 2018 | Pyeongchang | 7e HS106   |

### Wereldkampioenschappen
| Jaar | Plaats  | Resultaten                                   |
| ---- | ------- | -------------------------------------------- |
| 2017 | Lahti   | 13e HS100 4e Gemengd team HS100              |
| 2019 | Seefeld | 7e HS109 4e Team HS109 4e Gemengd team HS109 |

### Wereldbeker
Eindklasseringen
| Seizoen   | Algm | RAW |
| --------- | ---- | --- |
| 2015/2016 | 36e  |     |
| 2016/2017 | 33e  |     |
| 2017/2018 | 10e  |     |
| 2018/2019 | 5e   | 9e  |
| 2019/2020 | 7e   | 8e  |

Wereldbekerzeges
| Datum           | Plaats     | Schans |
| --------------- | ---------- | ------ |
| 5 februari 2021 | Hinzenbach | HS90   |